# Championnat de la ligue de snooker 2022
Le Championnat de la ligue 2022, est un tournoi de snooker professionnel de catégorie non-classée comptant pour la saison 2021-2022. Il se déroule du 20 décembre 2021 au 3 février 2022 à la Morningside Arena de Leicester, en Angleterre.

## Déroulement

### Contexte avant le tournoi
Le tournoi est organisé en sept groupes de sept joueurs chacun. Chaque joueur qui remporte son groupe est qualifié pour le groupe des vainqueurs. Les joueurs qui ont terminé de la 1re à la 5e place passent au groupe suivant, tandis que les trois derniers sont éliminés du tournoi et laissent leur place à trois nouveaux joueurs. Le vainqueur du tournoi est celui qui remporte le groupe des vainqueurs. La ligue rassemble 25 joueurs qui obtiennent leur place par invitation.
Le tenant du titre est Kyren Wilson, qui avait fait le doublé en remportant le tournoi sur invitation en 2021 après le tournoi « ouvert » en 2020.

### Faits marquants
John Higgins remporte le tournoi pour la troisième fois de sa carrière en battant Stuart Bingham 3-2 en finale. Comme en 2017 et en 2018, Higgins a intégré le tournoi lors du septième et dernier groupe, dont il a terminé en tête avant de s'imposer dans le groupe des vainqueurs.
Le groupe des vainqueurs a rassemblé trois joueurs écossais, trois joueurs chinois et un joueur anglais. Kyren Wilson et Lu Ning ont disputé des rencontres dans quatre groupes différents.

## Dotations
Pour le groupe des vainqueurs :
- Vainqueur : 10 000 £
- Finaliste : 5 000 £
- Demi-finaliste : 3 000 £
- Manches gagnées (pendant la phase en groupe) : 200 £
- Manches gagnées (pendant les play-offs) : 300 £
- Meilleur break : 1 000 £

Pour les groupes 1 à 7 :
- Vainqueur : 3 000 £
- Finaliste : 2 000 £
- Demi-finaliste : 1 000 £
- Manches gagnées (pendant la phase en groupe) : 100 £
- Manches gagnées (pendant les play-offs) : 300 £
- Meilleur break : 500 £

Dotation totale maximale : 205 000 £ (dépend du nombre de manches disputées)

## Groupe 1
Ces rencontres se déroulent du 20 au 21 décembre 2021. Tous les matchs sont disputés au meilleur des cinq manches. Liang Wenbo se qualifie pour le groupe des vainqueurs.

### Matchs
| - Jack Lisowski 3-1 Zhou Yuelong - Graeme Dott 3-1 Tom Ford - Jack Lisowski 0-3 Gary Wilson - Ryan Day 1-3 Liang Wenbo - Zhou Yuelong 1-3 Graeme Dott - Gary Wilson 2-3 Liang Wenbo - Jack Lisowski 1-3 Graeme Dott | - Tom Ford 2-3 Ryan Day - Graeme Dott 3-1 Gary Wilson - Zhou Yuelong 3-1 Tom Ford - Gary Wilson 2-3 Ryan Day - Jack Lisowski 3-2 Liang Wenbo - Tom Ford 1-3 Liang Wenbo - Zhou Yuelong 1-3 Ryan Day | - Tom Ford 3-1 Gary Wilson - Graeme Dott 3-2 Ryan Day - Zhou Yuelong 2-3 Gary Wilson - Graeme Dott 3-2 Liang Wenbo - Jack Lisowski 3-1 Ryan Day - Zhou Yuelong 3-2 Liang Wenbo - Jack Lisowksi 1-3 Tom Ford |

### Tableau
| Pos. | Joueur        | J | G | P | Mp | Mc | D   |                                              |
| ---- | ------------- | - | - | - | -- | -- | --- | -------------------------------------------- |
| 1    | Graeme Dott   | 6 | 6 | 0 | 18 | 8  | +10 | Qualification pour les play-offs du groupe 1 |
| 2    | Liang Wenbo   | 6 | 3 | 3 | 15 | 13 | +2  | Qualification pour les play-offs du groupe 1 |
| 3    | Ryan Day      | 6 | 3 | 3 | 13 | 14 | -1  | Qualification pour les play-offs du groupe 1 |
| 4    | Jack Lisowski | 6 | 3 | 3 | 11 | 13 | -2  | Qualification pour les play-offs du groupe 1 |
| 5    | Gary Wilson   | 6 | 2 | 4 | 12 | 14 | -2  | Qualification pour le groupe 2               |
| 6    | Tom Ford      | 6 | 2 | 4 | 11 | 14 | -3  | Élimination de la compétition                |
| 7    | Zhou Yuelong  | 6 | 2 | 4 | 11 | 15 | -4  | Élimination de la compétition                |

### Play-offs
|  | Demi-finales au meilleur des 5 manches | Demi-finales au meilleur des 5 manches |   |  | Finale au meilleur des 5 manches | Finale au meilleur des 5 manches |  |
|  |                                        |                                        |   |  |                                  |                                  |  |
|  | Graeme Dott                            | 1                                      |   |  |                                  |                                  |  |
|  | Jack Lisowski                          | 3                                      |   |  |                                  |                                  |  |
|  |                                        |                                        |   |  | Jack Lisowski                    | 1                                |  |
|  |                                        | Liang Wenbo                            | 3 |  |                                  |                                  |  |
|  | Liang Wenbo                            | 3                                      |   |  |                                  |                                  |  |
|  | Ryan Day                               | 2                                      |   |  |                                  |                                  |  |

## Groupe 2
Ces rencontres se déroulent du 22 au 23 décembre 2021. Tous les matchs sont disputés au meilleur des cinq manches. Graeme Dott se qualifie pour le groupe des vainqueurs.

### Matchs
| - Xiao Guodong 1-3 Lu Ning - Joe Perry 3-2 Gary Wilson - Xiao Guodong 3-2 Graeme Dott - Ryan Day 2-3 Jack Lisowski - Lu Ning 3-0 Joe Perry - Graeme Dott 3-2 Jack Lisowski - Xiao Guodong 2-3 Joe Perry | - Gary Wilson 0-3 Ryan Day - Joe Perry 3-1 Graeme Dott - Lu Ning 2-3 Gary Wilson - Graeme Dott 2-3 Ryan Day - Xiao Guodong 3-2 Jack Lisowski - Gary Wilson 1-3 Jack Lisowski - Lu Ning 3-2 Ryan Day | - Gary Wilson 0-3 Graeme Dott - Joe Perry 0-3 Ryan Day - Lu Ning 1-3 Graeme Dott - Joe Perry 3-2 Jack Lisowski - Xiao Guodong 1-3 Ryan Day - Lu Ning 3-1 Jack Lisowski - Xiao Guodong 3-2 Gary Wilson |

### Tableau
| Pos. | Joueur        | J | G | P | Mp | Mc | D  |                                              |
| ---- | ------------- | - | - | - | -- | -- | -- | -------------------------------------------- |
| 1    | Ryan Day      | 6 | 4 | 2 | 16 | 9  | +7 | Qualification pour les play-offs du groupe 2 |
| 2    | Lu Ning       | 6 | 4 | 2 | 15 | 10 | +5 | Qualification pour les play-offs du groupe 2 |
| 3    | Joe Perry     | 6 | 4 | 2 | 12 | 13 | -1 | Qualification pour les play-offs du groupe 2 |
| 4    | Graeme Dott   | 6 | 3 | 3 | 14 | 12 | +2 | Qualification pour les play-offs du groupe 2 |
| 5    | Xiao Guodong  | 6 | 3 | 3 | 13 | 15 | -2 | Qualification pour le groupe 3               |
| 6    | Jack Lisowski | 6 | 2 | 4 | 13 | 15 | -2 | Élimination de la compétition                |
| 7    | Gary Wilson   | 6 | 1 | 5 | 8  | 17 | -9 | Élimination de la compétition                |

### Play-offs
|  | Demi-finales au meilleur des 5 manches | Demi-finales au meilleur des 5 manches |   |  | Finale au meilleur des 5 manches | Finale au meilleur des 5 manches |  |
|  |                                        |                                        |   |  |                                  |                                  |  |
|  | Ryan Day                               | 2                                      |   |  |                                  |                                  |  |
|  | Graeme Dott                            | 3                                      |   |  |                                  |                                  |  |
|  |                                        |                                        |   |  | Graeme Dott                      | 3                                |  |
|  |                                        | Lu Ning                                | 1 |  |                                  |                                  |  |
|  | Lu Ning                                | 3                                      |   |  |                                  |                                  |  |
|  | Joe Perry                              | 2                                      |   |  |                                  |                                  |  |

## Groupe 3
Ces rencontres se déroulent du 3 au 4 janvier 2022. Tous les matchs sont disputés au meilleur des cinq manches. Mark Williams s'est retiré du tournoi et a été remplacé par Zhao Xintong, qui remporte tous ses matchs et se qualifie pour le groupe des vainqueurs.

### Matchs
| - Mark Selby 0-3 Zhao Xintong - Stuart Bingham 2-3 Xiao Guodong - Mark Selby 2-3 Ryan Day - Joe Perry 2-3 Lu Ning - Zhao Xintong 3-1 Stuart Bingham - Ryan Day 0-3 Lu Ning - Mark Selby 3-2 Stuart Bingham | - Xiao Guodong 3-2 Joe Perry - Stuart Bingham 3-0 Ryan Day - Zhao Xintong 3-2 Xiao Guodong - Ryan Day 2-3 Joe Perry - Mark Selby 3-1 Lu Ning - Xiao Guodong 3-2 Lu Ning - Zhao Xintong 3-0 Joe Perry | - Xiao Guodong 3-1 Ryan Day - Stuart Bingham 3-2 Joe Perry - Zhao Xintong 3-0 Ryan Day - Stuart Bingham 3-2 Lu Ning - Mark Selby 3-0 Joe Perry - Zhao Xintong 3-1 Lu Ning - Mark Selby 3-0 Xiao Guodong |

### Tableau
| Pos. | Joueur         | J | G | P | Mp | Mc | D   |                                              |
| ---- | -------------- | - | - | - | -- | -- | --- | -------------------------------------------- |
| 1    | Zhao Xintong   | 6 | 6 | 0 | 18 | 4  | +14 | Qualification pour les play-offs du groupe 3 |
| 2    | Mark Selby     | 6 | 4 | 2 | 14 | 9  | +5  | Qualification pour les play-offs du groupe 3 |
| 3    | Xiao Guodong   | 6 | 4 | 2 | 14 | 13 | +1  | Qualification pour les play-offs du groupe 3 |
| 4    | Stuart Bingham | 6 | 3 | 3 | 14 | 13 | +1  | Qualification pour les play-offs du groupe 3 |
| 5    | Lu Ning        | 6 | 2 | 4 | 12 | 14 | -2  | Qualification pour le groupe 4               |
| 6    | Joe Perry      | 6 | 1 | 5 | 9  | 17 | -8  | Élimination de la compétition                |
| 7    | Ryan Day       | 6 | 1 | 5 | 6  | 17 | -11 | Élimination de la compétition                |

### Play-offs
|  | Demi-finales au meilleur des 5 manches | Demi-finales au meilleur des 5 manches |   |  | Finale au meilleur des 5 manches | Finale au meilleur des 5 manches |  |
|  |                                        |                                        |   |  |                                  |                                  |  |
|  | Zhao Xintong                           | 3                                      |   |  |                                  |                                  |  |
|  | Stuart Bingham                         | 1                                      |   |  |                                  |                                  |  |
|  |                                        |                                        |   |  | Zhao Xintong                     | 3                                |  |
|  |                                        | Xiao Guodong                           | 2 |  |                                  |                                  |  |
|  | Mark Selby                             | 1                                      |   |  |                                  |                                  |  |
|  | Xiao Guodong                           | 3                                      |   |  |                                  |                                  |  |

## Groupe 4
Ces rencontres se déroulent du 5 au 6 janvier 2022. Tous les matchs sont disputés au meilleur des cinq manches. Barry Hawkins s'est retiré du tournoi et a été remplacé par Scott Donaldson. Stuart Bingham se qualifie pour le groupe des vainqueurs.

### Matchs
| - Judd Trump 0-3 Scott Donaldson - Kyren Wilson 3-1 Lu Ning - Judd Trump 2-3 Stuart Bingham - Mark Selby 3-2 Xiao Guodong - Kyren Wilson 3-2 Scott Donaldson - Stuart Bingham 3-1 Xiao Guodong - Judd Trump 2-3 Kyren Wilson | - Mark Selby 3-2 Lu Ning - Kyren Wilson 3-1 Stuart Bingham - Lu Ning 2-3 Scott Donaldson - Mark Selby 3-1 Stuart Bingham - Judd Trump 3-1 Xiao Guodong - Xiao Guodong 2-3 Lu Ning - Mark Selby 3-0 Scott Donaldson | - Stuart Bingham 2-3 Lu Ning - Mark Selby 2-3 Kyren Wilson - Stuart Bingham 3-0 Scott Donaldson - Kyren Wilson 3-0 Xiao Guodong - Mark Selby 3-0 Judd Trump - Xiao Guodong 1-3 Scott Donaldson - Judd Trump 3-0 Lu Ning |

### Tableau
| Pos. | Joueur          | J | G | P | Mp | Mc | D   |                                              |
| ---- | --------------- | - | - | - | -- | -- | --- | -------------------------------------------- |
| 1    | Kyren Wilson    | 6 | 6 | 0 | 18 | 8  | +10 | Qualification pour les play-offs du groupe 4 |
| 2    | Mark Selby      | 6 | 5 | 1 | 17 | 8  | +9  | Qualification pour les play-offs du groupe 4 |
| 3    | Stuart Bingham  | 6 | 3 | 3 | 13 | 12 | +1  | Qualification pour les play-offs du groupe 4 |
| 4    | Scott Donaldson | 6 | 3 | 3 | 11 | 12 | -1  | Qualification pour les play-offs du groupe 4 |
| 5    | Lu Ning         | 6 | 2 | 4 | 11 | 16 | -5  | Qualification pour le groupe 5               |
| 6    | Judd Trump      | 6 | 2 | 4 | 10 | 13 | -3  | Élimination de la compétition                |
| 7    | Xiao Guodong    | 6 | 0 | 6 | 7  | 18 | -11 | Élimination de la compétition                |

### Play-offs
|  | Demi-finales au meilleur des 5 manches | Demi-finales au meilleur des 5 manches |   |  | Finale au meilleur des 5 manches | Finale au meilleur des 5 manches |  |
|  |                                        |                                        |   |  |                                  |                                  |  |
|  | Kyren Wilson                           | 3                                      |   |  |                                  |                                  |  |
|  | Scott Donaldson                        | 0                                      |   |  |                                  |                                  |  |
|  |                                        |                                        |   |  | Kyren Wilson                     | 2                                |  |
|  |                                        | Stuart Bingham                         | 3 |  |                                  |                                  |  |
|  | Mark Selby                             | 2                                      |   |  |                                  |                                  |  |
|  | Stuart Bingham                         | 3                                      |   |  |                                  |                                  |  |

## Groupe 5
Ces rencontres se déroulent du 7 au 8 janvier 2022. Tous les matchs sont disputés au meilleur des cinq manches. Mark Selby s'est retiré du tournoi et a été remplacé par Jordan Brown. Scott Donaldson se qualifie pour le groupe des vainqueurs.

### Matchs
| - Martin Gould 0-3 Scott Donaldson - David Gilbert 3-1 Lu Ning - Martin Gould 3-2 Ali Carter - Kyren Wilson 0-3 Scott Donaldson - David Gilbert 2-3 Ali Carter - Kyren Wilson 3-1 Jordan Brown - Martin Gould 3-1 David Gilbert | - Jordan Brown 3-2 Lu Ning - David Gilbert 1-3 Scott Donaldson - Ali Carter 3-1 Lu Ning - Jordan Brown 3-2 Scott Donaldson - Kyren Wilson 3-1 Martin Gould - Kyren Wilson 3-0 Lu Ning - Martin Gould 0-3 Jordan Brown | - Lu Ning 3-2 Scott Donaldson - Ali Carter 0-3 Jordan Brown - Ali Carter 0-3 Scott Donaldson - David Gilbert 2-3 Jordan Brown - Kyren Wilson 2-3 David Gilbert - Kyren Wilson 1-3 Ali Carter - Martin Gould 3-1 Lu Ning |

### Tableau
| Pos. | Joueur          | J | G | P | Mp | Mc | D  |                                              |
| ---- | --------------- | - | - | - | -- | -- | -- | -------------------------------------------- |
| 1    | Jordan Brown    | 6 | 5 | 1 | 16 | 9  | +7 | Qualification pour les play-offs du groupe 5 |
| 2    | Scott Donaldson | 6 | 4 | 2 | 16 | 7  | +9 | Qualification pour les play-offs du groupe 5 |
| 3    | Kyren Wilson    | 6 | 3 | 3 | 12 | 11 | +1 | Qualification pour les play-offs du groupe 5 |
| 4    | Ali Carter      | 6 | 3 | 3 | 11 | 13 | -2 | Qualification pour les play-offs du groupe 5 |
| 5    | Martin Gould    | 6 | 3 | 3 | 10 | 13 | -3 | Qualification pour le groupe 6               |
| 6    | David Gilbert   | 6 | 2 | 4 | 12 | 15 | -3 | Élimination de la compétition                |
| 7    | Lu Ning         | 6 | 1 | 5 | 8  | 17 | -9 | Élimination de la compétition                |

### Play-offs
|  | Demi-finales au meilleur des 5 manches | Demi-finales au meilleur des 5 manches |   |  | Finale au meilleur des 5 manches | Finale au meilleur des 5 manches |  |
|  |                                        |                                        |   |  |                                  |                                  |  |
|  | Ali Carter                             | 0                                      |   |  |                                  |                                  |  |
|  | Jordan Brown                           | 3                                      |   |  |                                  |                                  |  |
|  |                                        |                                        |   |  | Jordan Brown                     | 2                                |  |
|  |                                        | Scott Donaldson                        | 3 |  |                                  |                                  |  |
|  | Kyren Wilson                           | 2                                      |   |  |                                  |                                  |  |
|  | Scott Donaldson                        | 3                                      |   |  |                                  |                                  |  |

## Groupe 6
Ces rencontres se déroulent du 17 au 18 janvier 2022. Tous les matchs sont disputés au meilleur des cinq manches. Ricky Walden s'est retiré du tournoi et a été remplacé par Matthew Selt. Yan Bingtao se qualifie pour le groupe des vainqueurs.

### Matchs
| - Yan Bingtao 3-1 Ali Carter - Martin Gould 3-2 Matthew Selt - Yan Bingtao 3-1 Ding Junhui - Kyren Wilson 2-3 Jordan Brown - Matthew Selt 2-3 Ding Junhui - Ali Carter 3-0 Jordan Brown - Yan Bingtao 2-3 Matthew Selt | - Martin Gould 3-2 Kyren Wilson - Ali Carter 3-0 Matthew Selt - Ding Junhui 3-2 Martin Gould - Ali Carter 1-3 Kyren Wilson - Yan Bingtao 3-0 Jordan Brown - Martin Gould 3-2 Jordan Brown - Ding Junhui 0-3 Kyren Wilson | - Martin Gould 3-1 Ali Carter - Kyren Wilson 3-0 Matthew Selt - Ding Junhui 3-1 Ali Carter - Matthew Selt 1-3 Jordan Brown - Yan Bingtao 3-0 Kyren Wilson - Ding Junhui 3-2 Jordan Brown - Yan Bingtao 3-0 Martin Gould |

### Tableau
| Pos. | Joueur       | J | G | P | Mp | Mc | D   |                                              |
| ---- | ------------ | - | - | - | -- | -- | --- | -------------------------------------------- |
| 1    | Yan Bingtao  | 6 | 5 | 1 | 17 | 5  | +12 | Qualification pour les play-offs du groupe 6 |
| 2    | Martin Gould | 6 | 4 | 2 | 14 | 13 | +1  | Qualification pour les play-offs du groupe 6 |
| 3    | Ding Junhui  | 6 | 4 | 2 | 13 | 13 | 0   | Qualification pour les play-offs du groupe 6 |
| 4    | Kyren Wilson | 6 | 3 | 3 | 13 | 10 | +3  | Qualification pour les play-offs du groupe 6 |
| 5    | Ali Carter   | 6 | 2 | 4 | 10 | 12 | -2  | Qualification pour le groupe 7               |
| 6    | Jordan Brown | 6 | 2 | 4 | 10 | 15 | -5  | Élimination de la compétition                |
| 7    | Matthew Selt | 6 | 1 | 5 | 8  | 17 | -9  | Élimination de la compétition                |

### Play-offs
|  | Demi-finales au meilleur des 5 manches | Demi-finales au meilleur des 5 manches |   |  | Finale au meilleur des 5 manches | Finale au meilleur des 5 manches |  |
|  |                                        |                                        |   |  |                                  |                                  |  |
|  | Yan Bingtao                            | 3                                      |   |  |                                  |                                  |  |
|  | Kyren Wilson                           | 0                                      |   |  |                                  |                                  |  |
|  |                                        |                                        |   |  | Yan Bingtao                      | 3                                |  |
|  |                                        | Martin Gould                           | 1 |  |                                  |                                  |  |
|  | Martin Gould                           | 3                                      |   |  |                                  |                                  |  |
|  | Ding Junhui                            | 2                                      |   |  |                                  |                                  |  |

## Groupe 7
Ces rencontres se déroulent du 1er au 2 février 2022. Tous les matchs sont disputés au meilleur des cinq manches. Neil Robertson s'est retiré du tournoi et a été remplacé par Ricky Walden. John Higgins se qualifie pour le groupe des vainqueurs.

### Matchs
| - Ronnie O'Sullivan 0-3 Kyren Wilson - Ricky Walden 0-3 Ali Carter - Ronnie O'Sullivan 0-3 John Higgins - Martin Gould 1-3 Ding Junhui - Ricky Walden 1-3 John Higgins - Kyren Wilson 3-0 Martin Gould - Ronnie O'Sullivan 3-2 Ricky Walden | - Ali Carter 1-3 Ding Junhui - Ricky Walden 1-3 Kyren Wilson - John Higgins 0-3 Ali Carter - Kyren Wilson 3-0 Ding Junhui - Ronnie O'Sullivan 2-3 Martin Gould - Martin Gould 1-3 Ali Carter - John Higgins 3-2 Ding Junhui | - Kyren Wilson 2-3 Ali Carter - Ricky Walden 2-3 Ding Junhui - Kyren Wilson 1-3 John Higgins - Ricky Walden 3-2 Martin Gould - Ronnie O'Sullivan 3-2 Ding Junhui - John Higgins 3-1 Martin Gould - Ronnie O'Sullivan 2-3 Ali Carter |

### Tableau
| Pos. | Joueur            | J | G | P | Mp | Mc | D  |                                              |
| ---- | ----------------- | - | - | - | -- | -- | -- | -------------------------------------------- |
| 1    | Ali Carter        | 6 | 5 | 1 | 16 | 8  | +8 | Qualification pour les play-offs du groupe 7 |
| 2    | John Higgins      | 6 | 5 | 1 | 15 | 8  | +7 | Qualification pour les play-offs du groupe 7 |
| 3    | Kyren Wilson      | 6 | 4 | 2 | 15 | 7  | +8 | Qualification pour les play-offs du groupe 7 |
| 4    | Ding Junhui       | 6 | 3 | 3 | 13 | 13 | 0  | Qualification pour les play-offs du groupe 7 |
| 5    | Ronnie O'Sullivan | 6 | 2 | 4 | 10 | 16 | -6 | Élimination de la compétition                |
| 6    | Ricky Walden      | 6 | 1 | 5 | 9  | 17 | -8 | Élimination de la compétition                |
| 7    | Martin Gould      | 6 | 1 | 5 | 8  | 17 | -9 | Élimination de la compétition                |

### Play-offs
|  | Demi-finales au meilleur des 5 manches | Demi-finales au meilleur des 5 manches |   |  | Finale au meilleur des 5 manches | Finale au meilleur des 5 manches |  |
|  |                                        |                                        |   |  |                                  |                                  |  |
|  | Ali Carter                             | 2                                      |   |  |                                  |                                  |  |
|  | Ding Junhui                            | 3                                      |   |  |                                  |                                  |  |
|  |                                        |                                        |   |  | Ding Junhui                      | 2                                |  |
|  |                                        | John Higgins                           | 3 |  |                                  |                                  |  |
|  | John Higgins                           | 3                                      |   |  |                                  |                                  |  |
|  | Kyren Wilson                           | 1                                      |   |  |                                  |                                  |  |

## Groupe des vainqueurs
Ces rencontres se déroulent du 3 au 4 février 2022. Tous les matchs sont disputés au meilleur des cinq manches. John Higgins remporte le tournoi.

### Matchs
| - John Higgins 3-2 Graeme Dott - Stuart Bingham 3-2 Yan Bingtao - John Higgins 3-1 Zhao Xintong - Liang Wenbo 3-0 Scott Donaldson - Zhao Xintong 0-3 Stuart Bingham - Graeme Dott 0-3 Scott Donaldson - John Higgins 2-3 Stuart Bingham | - Yan Bingtao 3-0 Liang Wenbo - Stuart Bingham 3-2 Graeme Dott - Zhao Xintong 3-2 Yan Bingtao - Graeme Dott 3-2 Liang Wenbo - John Higgins 3-2 Scott Donaldson - Yan Bingtao 3-0 Scott Donaldson - Zhao Xintong 3-1 Liang Wenbo | - Yan Bingtao 3-0 Graeme Dott - Stuart Bingham 0-3 Liang Wenbo - Zhao Xintong 1-3 Graeme Dott - Stuart Bingham 3-0 Scott Donaldson - John Higgins 3-1 Liang Wenbo - Zhao Xintong 2-3 Scott Donaldson - John Higgins 0-3 Yan Bingtao |

### Tableau
| Pos. | Joueur          | J | G | P | Mp | Mc | D   |                                                           |
| ---- | --------------- | - | - | - | -- | -- | --- | --------------------------------------------------------- |
| 1    | Stuart Bingham  | 6 | 5 | 1 | 15 | 9  | +6  | Qualification pour les play-offs du groupe des vainqueurs |
| 2    | Yan Bingtao     | 6 | 4 | 2 | 16 | 6  | +10 | Qualification pour les play-offs du groupe des vainqueurs |
| 3    | John Higgins    | 6 | 4 | 2 | 14 | 12 | +2  | Qualification pour les play-offs du groupe des vainqueurs |
| 4    | Liang Wenbo     | 6 | 2 | 4 | 10 | 12 | -2  | Qualification pour les play-offs du groupe des vainqueurs |
| 5    | Graeme Dott     | 6 | 2 | 4 | 10 | 15 | -5  | Élimination de la compétition                             |
| 6    | Zhao Xintong    | 6 | 2 | 4 | 10 | 15 | -5  | Élimination de la compétition                             |
| 7    | Scott Donaldson | 6 | 2 | 4 | 8  | 14 | -6  | Élimination de la compétition                             |

### Play-offs
|  | Demi-finales au meilleur des 5 manches | Demi-finales au meilleur des 5 manches |   |  | Finale au meilleur des 5 manches | Finale au meilleur des 5 manches |  |
|  |                                        |                                        |   |  |                                  |                                  |  |
|  | Stuart Bingham                         | 3                                      |   |  |                                  |                                  |  |
|  | Liang Wenbo                            | 2                                      |   |  |                                  |                                  |  |
|  |                                        |                                        |   |  | Stuart Bingham                   | 2                                |  |
|  |                                        | John Higgins                           | 3 |  |                                  |                                  |  |
|  | John Higgins                           | 3                                      |   |  |                                  |                                  |  |
|  | Yan Bingtao                            | 2                                      |   |  |                                  |                                  |  |

## Centuries
- 143 (V), 138, 125, 122, 100  Zhao Xintong
- 142, 138, 138, 135, 128, 114, 111, 110  Yan Bingtao
- 142 (2), 132, 122, 113, 110, 101, 101, 100  Ryan Day
- 141 (7), 140 (6)  Ali Carter
- 141, 139 (3), 137, 133, 130, 119, 110, 108, 104, 102, 100  Stuart Bingham
- 140 (6), 135, 134, 129, 128, 128, 121, 119, 118, 112, 102, 100  Kyren Wilson
- 140, 131, 117, 116, 113, 112, 111, 101  Xiao Guodong
- 140, 118, 112, 106, 103, 100  Jack Lisowski
- 138, 134, 134, 131, 131, 127, 105, 101  Ding Junhui
- 138 (4), 114, 111, 104, 101  Lu Ning
- 136 (1), 119, 116  Zhou Yuelong
- 136 (1), 108, 106, 101  Liang Wenbo
- 134, 112, 112, 112, 102, 102, 100, 100  John Higgins
- 132 (5), 130, 129, 118, 103  Scott Donaldson
- 132, 110, 108  Ricky Walden
- 131, 129, 127, 125, 108, 100  Mark Selby
- 127  David Gilbert
- 123, 123, 103  Joe Perry
- 123  Tom Ford
- 122, 115, 101  Martin Gould
- 118, 117, 111, 105  Gary Wilson
- 117, 108, 101, 101  Jordan Brown
- 116, 106  Ronnie O'Sullivan
- 111, 101, 100, 100  Graeme Dott
- 110  Matthew Selt
- 107, 103  Judd Trump

Les meilleurs breaks de chaque groupe figurent en gras avec le groupe entre parenthèses.